# Chuadanga (stad)
Chuadanga is een stad in Bangladesh. De stad is de hoofdstad van het district Chuadanga. De stad telt ongeveer 114.000 inwoners.